# Сен-Дени-Мезонсель
Сен-Дени́-Мезонсе́ль (фр. Saint-Denis-Maisoncelles) — коммуна во Франции, находится в регионе Нижняя Нормандия. Департамент коммуны — Кальвадос. Входит в состав кантона Ле-Бени-Бокаж. Округ коммуны — Вир.
Код INSEE коммуны — 14573.

## Население
Население коммуны на 2010 год составляло 101 человек.
| 1962 | 1968 | 1975 | 1982 | 1990 | 1999 | 2010 |
| ---- | ---- | ---- | ---- | ---- | ---- | ---- |
| 141  | 128  | 100  | 80   | 75   | 74   | 101  |

## Экономика
В 2010 году среди 61 человека трудоспособного возраста (15—64 лет) 48 были экономически активными, 13 — неактивными (показатель активности — 78,7 %, в 1999 году было 86,5 %). Из 48 активных жителей работали 40 человек (25 мужчин и 15 женщин), безработных было 8 (4 мужчины и 4 женщины). Среди 13 неактивных 2 человека были учениками или студентами, 8 — пенсионерами, 3 были неактивными по другим причинам.